# Liste der Naturdenkmale in Ormont
Die Liste der Naturdenkmale in Ormont nennt die im Gemeindegebiet von Ormont ausgewiesenen Naturdenkmale (Stand 4. Juni 2024).

## Naturdenkmale
| Nr.         | Bezeichnung | Lage                                      | Beschreibung                                   | Bild            |
| ----------- | ----------- | ----------------------------------------- | ---------------------------------------------- | --------------- |
| ND-7233-141 | Bragphenn   | südlich des Ortes; Flur Im Bragphenn Lage | Hochmoor; lächenhaftes Naturdenkmal, ca. 11 ha | Fotos hochladen |